# Ystads Tidning
Ystads Tidning  var en dagstidning i Ystad utgiven från 30 mars 1852 (provnummer utgivet  i Lund) reguljärt från 13 april 1852 till 29 oktober 1885. Provnummer  trycktes i Lund av Berlingska boktryckeriet. Politiskt var tidningen konservativ.

## Tryckning, frekvens, format och pris
Tryckt i Ystad hos Johan Ferdinand Petzold med frakturstil 1852-1859 och sedan fraktur och antikva 1860-1881 och därefter endast antikva.
Tidningen kom ut två dagar i veckan - tisdagar och fredagar - 1852-1855 samt 1872-1883. Måndag och fredag var utgivningsdagar 1856-1871. Tidningen kom tre dagar i veckan  tisdagar torsdagar och lördagar 1884-1885. Tidningen hade fyra sidor i folio med tre spalter 1852-62, 4 spalter 1863-66 och omväxlande med 5 spalter 1867-73 , 5 spalter på annat format 1874-82 samt omväxlande 1883-85 med 6 spalter på 60 x 43 cm format.
Priset för tidningen var 2 riksdaler 24 skilling banko april 1852 till december. 3 riksdaler 16 skilling banko (= 5 riksdaler  riksmynt) 1853-1856 och 1876-1885 och 6 riksdaler riksmynt 1857-1875.

## Redaktion och utgivare
Utgivningsbevis för Ystads Tidning utfärdades för boktryckerikonstförvanten Johan Ferdinand Petzold 18 mars 1852 (död 29 mars 1877) och hans son, boktryckaren Julius Ferdinand Petzold 31 mars 1877.
Ystads Tidning har redigerats av privatläraren Otto Tullström 1852- juni 54  , läraren vid Ystads växelundervisningsskola, pastorn Olof Johan Hellichius juli 1854 juli - död 7 maj 1856 , gästgivaren, f. d. studenten Carl Erik Möller maj - december (?) 1856, telegrafassistenten V. Vettergrund 1857- oktober 68, redaktör Lars Magnus Strömsten (sign. Lars Magnus) 30 oktober 1868- 8 september 1880, folkskolläraren J. Nilsson oktober 1880., redaktör Gustaf Reinhold Peterson (sign. Klippans son) 9 november 1880-31 augusti 1883 , folkskollärarna Jonas Nilsson och Axel J. F. Svensson (sedermera redaktör för Nyaste Öresunds Posten) 4 september 1883 - 30 september 1884 och Jonas Nilsson ensam 2 oktober 1884-29 september 1885 (död 5 september 1899). Tillfälliga bidrag har lämnats bl. a. av Carl Adolf Petzold och Henrik Wranér.
Ystads Tidning beskrivs i Ystadsposten för den 1 oktober 1885.